# تعزيز (سردي)

(تعزيز بشكل مروحة يابانية) التعزيز هو نمط المروحة، والموضوع متروك للتفسير، والتوافق، والوحدة.

تعزيز (سردي) (بالإنجليزية: Motif (narrative))‏ هو عنصر سردي متكرر يدعم موضوع القصة.
يمكن إنشاء التعزيز السردي من خلال استخدام الصور، والمكونات الهيكلية، واللغة، والعناصر الأخرى في جميع أنحاء الأدب.
يجب معرفة الفرق بين الموضوع مقابل التعزيز. الموضوع هو الأطروحة المركزية للقصة. باختصار، الموضوع هو ما يريد الكاتب أن تعنيه قصته، والتعزيز هو عنصر محدد يدعم ويبلغ الموضوع. لا يعتمد الموضوع على استخدام التعزيز، ولكن غالبًا لن يتم توصيل معنى الموضوع بشكل فعال بدونه.
كيف يختلف التعزيز عن الاستعارة
يجب أن يكون هناك نمط متكرر لشيء ما ليتم اعتباره حقاً تعزيز، اما إذا حدث شيء يدعم الموضوع لمرة واحدة فقط في فيلم أو في عمل أدبي، فلا يمكن اعتباره تعزيز، بدلا من ذلك، من المرجح أن يتم اعتباره استعارة.

## أمثلة على التعزيز وفائدته
الفلوت في مسرحية آرثر ميلر «موت مندوب مبيعات» هو عزر صوتي متكرر ينقل المفاهيم الريفية والشاعرة. مثال آخر من الأدب الأمريكي الحديث هو الضوء الأخضر الموجود في رواية «غاتسبي العظيم» بقلم ف.سكوت فيتزجيرالد.
قد تتضمن الروايات زخارف متعددة من أنواع مختلفة. في مسرحية شكسبير ماكبث، استخدم مجموعة متنوعة من العناصر السردية لخلق العديد من الأشكال المختلفة. تتكرر باستمرار الإشارات الخيالية إلى الدم والماء. وتردد صدى عبارة «عادل كريه، والخطأ عادل» في العديد من النقاط في المسرحية، وهو مزيج يمزج بين مفهومي الخير والشر. كما تحتوي المسرحية على الفكرة المركزية لغسل الأيدي، التي تجمع بين الصور اللفظية وحركة الممثلين.
يؤسس التعزيز في السرد، نمطًا من الأفكار التي قد تخدم أغراضًا مفاهيمية مختلفة في أعمال مختلفة.
نجد في روايات الكاتب الأمريكي كورت فونيجت، على سبيل المثال، في رواياته غير الخطية (أسلوب سردي، يُستخدم أحيانًا في الأدب، والأفلام، والمواقع الإلكترونية للنص التشعبي، حيث يتم تصوير الأحداث خارج الترتيب الزمني)   مثل رواية «محل الجزار -5» Slaughterhouse-Five (رواية خيال علمي مناهضة للحرب كتبها كورت فونيجت، نُشرت عام 1969) ورواية «مهد القط Cat's Cradle» (رواية ما بعد الحداثة الساخرة، مع عناصر خيال علمي نشرت عام 1963)، وهي روايات تستخدم بشكل متكرر الفكرة لربط اللحظات المختلفة التي قد تبدو مفصولة، بطريقة أخرى، عن طريق الزمان والمكان.
قدم المخرج ريدلي سكوت فيلمه «فرسان الشفرة» عام 1982، (هو فيلم كلاسيكي من أفلام الخيال العلمي حدد، حسب الإجماع، شكل فيلم الخيال العلمي)، ويستخدم المخرج سكوت الزخارف ليس فقط لإنشاء جو مظلم وفيلم أسود، ولكن أيضًا لنسج التعقيدات الموضوعية للحبكة معًا. ترتبط الفكرة المتكررة في جميع أنحاء الفيلم «العيون» بتدفق متغير باستمرار للصور، وأحيانًا تلاعبات عنيفة، من أجل التشكيك في قدرتنا، ومقدرة الراوي، على إدراك وفهم الواقع بدقة.
يمكن أن تكون الزخارف السردية مثيرة للسخرية: على سبيل المثال، في رواية «حديقة جوراسيك» نجد التحكم هو فكرة متكررة عبر عنوان الفصل وموضوع المناقشة؛ إنها فكرة ساخرة تتجسد في الخلق المستمر للمجهول والاعتقاد بأنه يمكن التحكم فيه واحتوائه. يتم شرح المفارقة من خلال صياغة حوار الدكتور إيان مالكوم.

## استخدام التعزيز
يمكن تصنيف أي عدد من العناصر السردية ذات الأهمية الرمزية على أنها زخارف - سواء كانت صورًا أو عبارات منطوقة أو مكتوبة أو أدوات هيكلية أو أسلوبية أو عناصر أخرى مثل الصوت أو الحركة المادية أو المكونات المرئية في السرد الدرامي. في حين أنه قد يبدو قابلاً للتبديل مع موضوع المفهوم ذي الصلة، القاعدة العامة هي أن الفكرة مجردة، والعنصر ملموس. عادة ما يتم تعريف السمة على أنها رسالة أو بيان أو فكرة، في حين أن التعزيز هو مجرد تفاصيل مكررة لمعنى رمزي أكبر. بعبارة أخرى، يمكن للنمط السردي - وهو تفصيل يتكرر في نمط من المعنى - أن ينتج موضوعًا. ولكن يمكنها أيضًا أن تخلق جوانب سردية أخرى. ومع ذلك، لا يزال التمييز بين المصطلحين صعب التحديد. على سبيل المثال، تم استخدام مصطلح «النمط الموضوعي» لوصف الطريقة التي يتم بها تصميم «المفاهيم الموضوعية المتكررة» لإنتاج المعنى، مثل «الزخارف الأخلاقية» الموجودة في قصص ألف ليلة وليلة.

## وصلات خارجية
https://literaryterms.net/motif/ تعزيز (سردي)
https://blog.reedsy.com/what-is-a-motif/ تعزيز (سردي)
https://thanetwriters.com/essay/subtext/narrative-techniques-motif/ تعزيز (سردي) 